# Милко Железов
Милко Железов Железов (още Милтиад Желязов Желязов) български офицер, полковник, командир на бреговата охрана на Варна (1912 – 1918).

## Биография
Милко Железов е роден на 4 ноември 1872 г. във Варна. Завършва гимназиалното си образование в родния си град с пълно отличие, а след това Военното на Негово Величество училище – също с отличие и специалност – артилерист. Служи в Шуменския крепостен батальон, бреговата батарея и 5-и артилерийски полк. В периода 1904 – 1906 г. той се обучава във Висшата артилерийска школа в Санкт Петербург с две специалности – крепостна и брегова артилерия. Тук той изобретява първия в историята на артилерията изчислителен прибор, за което получа от руския император награда – орден „Св. Ана“ III степен.
В България той е първият организатор на бреговата артилерийска защита на морската ни граница. На 6 октомври 1912 г. с точния огън на командваните от него батареи осуетява опита на турска ескадра да унищожи пристанище Варна.
По време на Междусъюзническата война Железов отива като доброволец командир на артилерийско отделение и воюва в района на Видин срещу сръбската армия, където получава и първия орден „За храброст“.
В началото на Първата световна война Железов е командир на Бреговата артилерийска група батареи в състава на ВМС и Варненския укрепен пункт. Като такъв, в началото на войната, той получава бойна задача – да открие незабавно огън по всеки противников кораб, навлязъл в далекобойността на батареите му. На 14 октомври 1915 г. голямата руска ескадра от 22 бойни кораба и морска авиация от разстояние 15,2 км с 60 оръдейни цеви обстрелват обекти около и в пристанище Варна. Далекобойността на неговите батареи, поради грешки в доставката и конструкцията на оръдията, е до 10 км. Той няма друг изход освен да мълчи. В действителност като русофил не смее да защитава българските интереси при агресията на врага. Извършва национално предателство. Това че не стреля е изтълкувано като добронамерена проява към руснаците. Дворецът го снема от длъжност и го праща като командир на поделение в 5-и артилерийски полк край Разград.
Скоро той се включва във война за освобождаване на Добруджа. Отличава се с героизъм в Тутраканската епопея. Неговото отделение с две батареи удържа напора на превъзхождащ го противник, като разбива румънци, руснаци и сърби. По време на сражението на командния пункт при Железов е и княз Борис, който е възхитен от уменията му, го повишава в звание подполковник и го представя за орден „За храброст“. В края на войната Железов е повишен в чин полковник и получава третия си орден „За храброст“. Върнат е за командир на вече осакатената Брегова артилерийска група в почти напълно обезоръжен флот.
На 1 февруари 1921 г., след 51 години служба, участие в 3 войни, награждаван с 10 ордена и медали, полк. Железов подава рапорт и преминава в пенсия. По-късно е съден от Народния съд и екстрадиран от Варна. Впоследствие е реабилитиран.

## Военни звания
- Подпоручик (2 август 1893)
- Поручик (2 август 1897)
- Капитан (1904)
- Майор (18 май 1913)
- Подполковник (5 октомври 1916)
- Полковник (5 юли 1919)